# Isaque (banqueiro)
Isaque ou Isácio (em latim: Isaacius) foi um bizantino do século VI, ativo durante o reinado do imperador Justiniano (r. 527–565). Era um banqueiro e talvez serviu Belisário. Foi informado duma conspiração para matar Justiniano no final de 562 e participou dela ao emprestar dinheiro a Marcelo, dinheiro esse que foi utilizado para financiar a tentativa. Foi preso e interrogado e deu um testemunho que comprometeu Belisário.